# Діодор Сицилійський
Діодор Сицилійський (грец. Διόδωρος Σικελιώτης, лат. Diodorus Siculus; близько 90 до н. е. — 30 до н.е.) — давньогрецький історик. Родом з Агіріума на Сицилії. Автор фундаментальної праці «Історична бібліотека», у якій виклав історію Стародавнього світу від легендарних часів до середини І ст. до н. е.

## Біографія
Діодор присвятив 30 років створенню своїх історичних збірників (Bibliotheca Historia) і зробив для цього цілу низку подорожей. В 50-х роках до н. е. він відвідав птолемеївський Єгипет, де став свідком жорстокої розправи натовпу над якимось римським громадянином, який випадково вбив святу для цієї країни тварину — кішку. Тільки через 25 років, вже після смерті Діодора, Октавіан перетворить Єгипет у римську провінцію. Практично одночасно з Діодором, який писав грецькою мовою і головним чином про греків, створював історію свого народу римлянин Лівій.
«Історична бібліотека» Діодора складалася з 40 книг, поділених на 3 частини:
- Перші 6 книг оглядові, описують географію, культуру та історію стародавніх держав: Єгипту (книга I); Месопотамії, Індії, Скіфії (книга II); Північної Африки (книга III); Греції та Європи (книга IV—VI).
- У наступній частині (книги VII—XVII) Діодор викладає історію світу від Троянської війни до смерті Олександра Великого.
- Остання частина має справу з епохою діадохів (книги XVIII—XX) і до галльської війни Юлія Цезаря, тобто до подій, очевидцем яких був сам Діодор.

Діодор збирав відомості від багатьох авторів, відомі Гекатей Мілетський, Геродот, Діонісій Галікарнаський, Ефор, Феопомп, Гієронім з Кардії, Полібій, Посидоній тощо. У своєму творі він не дуже переймався аналізом, скоріш монотонно перераховував послідовність подій, вставляючи цілі фрагменти оригінальних авторів. Але «Історична бібліотека» не є твором компілятивного характеру. Під час вивчення праць Діодора було доведено, що в більшості випадків отриманий з оригінальних джерел матеріал піддавався літературній обробці.
Діодор виступає неоціненним джерелом відомостей про значні за часом історичні періоди, де він є єдиним джерелом, і може бути гарним доповненням до періодів, описаних іншими авторами. Епоха діадохів у нього відображена найбільш повно, як і історія Стародавньої Греції після перських воєн до Пелопонеської війни. Діодор припускається помилок у римській хронології, що не дивно для людини, для якої латина не рідна мова.
«Історія» Діодора вціліла частково, повністю дійшли до нашого часу книги I—V і з XI по XX, а також фрагментарно книги IX і X. Остання повна збірка творів зникла, коли турки захопили та пограбували візантійський Константинополь у 1453 р. Інші книги відомі за фрагментами, які цитували в своїх працях візантійські автори. Європа відкрила для себе Діодора в середині XVI ст., коли у Швейцарії надрукували книги, що вціліли, на оригінальній грецькій мові.

## Праці
- Історична бібліотека